# Třída Khamronsin
Třída Khamronsin je třída korvet thajského královského námořnictva. Celkem byly postaveny tři korvety této třídy a dále jedno zjednodušené plavidlo pro policii. Ve službě jsou od roku 1992. Na základě této třídy byly později postaveny ještě tři hlídkové lodě třídy Hua Hin.

## Stavba
Korvety navrhla britská loděnice Vosper Thornycroft jako derivát ománských raketových člunů třídy Dhofar. Liší se mimo jiné prodlouženým trupem a větším výtlakem. Celkem byly roku 1987 objednány tři korvety této třídy. Jejich kýly byly založeny roku 1988 v Bangkoku. Do služby byly přijaty roku 1992. Do třídy je řazeno rovněž hlídkové plavidlo Srinakarin, které představuje zjednodušenou verzi třídy Khamronsin, určenou pro thajskou policii. Do služby vstoupilo rovněž roku 1992. Stavba páté jednotky, která měla být rovněž provozována policií, byla později zrušena.
Jednotky třídy Khamronsin:
| Jméno                                 | Loděnice               | Založení kýlu   | Spuštěna         | Vstup do služby   | Status   |
| ------------------------------------- | ---------------------- | --------------- | ---------------- | ----------------- | -------- |
| Khamronsin (FS 531, ex PC 1 a PC 531) | Italthai               | 15. března 1988 | 15. srpna 1989   | 29. července 1992 | aktivní. |
| Thayanchon (FS 532, ex PC 2 a PC 532) | Italthai               | 20. dubna 1988  | 7. prosince 1989 | 5. září 1992      | aktivní. |
| Longlom (FS 533, ex PC 3 a PC 533)    | Bangkok Naval Dockyard | 15. března 1988 | 8. srpna 1989    | 2. října 1992     | aktivní. |
| Srinakarin (1084)                     | Italthai               |                 |                  | duben 1992        | aktivní. |

## Konstrukce

### Khamronsin
Korvety dostaly vzdušný a hladinový vyhledávací radar Plesse AWS-4, navigační radar Decca 1226, systém řízení palby British Aerospace Sea Archer 1A Mod.2 a trupový sonar Atlas Elektronik DSQS-21C. Jsou vybaveny britským bojovým řídícím systémem Plessey Nautis-P. Výzbroj tvoří jeden 76mm/62 kanón OTO-Melara Compact, dvojitý 30mm/70 kanón OTO-Breda, čtyři 12,7mm kulomety a dva trojité 324mm torpédomety Plessey PMW49A, ze kterých jsou vypouštěna torpéda Sting Ray. Pohonný systém tvoří dva diesely MTU 20V1163 TB93 o výkonu 9980 hp, pohánějí dva lodní šrouby se stavitelnými lopatkami Vickers KaMeWa. Nejvyšší rychlost dosahuje 25 uzlů. Dosah je 2500 námořních mil při 15 rychlosti uzlů.

### Srinakarin
Plavidlo má stejný trup, ale slabší výzbroj a zjednodušené vybavení. Je vybaveno dvěma navigačnámi radary Decca 1226 a vyzbrojeno jedním 30mm/82 kanónem OTO-Breda a dvěma 20mm/90 kanóny GAM-B01. Pohonný systém tvoří dva diesely Deutz-MWM BV16 M628 o výkonu 9525 hp, pohánějí dva lodní šrouby se stavitelnými lopatkami Vickers KaMeWa. Nejvyšší rychlost dosahuje 25 uzlů. Dosah je 2500 námořních mil při rychlosti 15 uzlů.

## Modernizace
V dubnu 2020 bylo potvrzeno, že trojice korvet třídy Khamronsin bude přezbrojena 30mm kanóny Mk44 Bushmaster II, které budou umístěny v dálkově ovládaných zbraňových stanicích MSI Defence Systems blíže neupřesněné verze.